# Лорисал
Лорисал (порт. Louriçal) — район (фрегезия) в Португалии, входит в округ Лейрия. Является составной частью муниципалитета Помбал. По старому административному делению входил в провинцию Бейра-Литорал. Входит в экономико-статистический субрегион Пиньял-Литорал, который входит в Центральный регион. Население составляет 5095 человек на 2001 год. Занимает площадь 48,04 км².
Покровителем района считается Иаков Зеведеев (порт. S. Tiago).

## История
Создание района начинается с истоков народности в 12 веке. Couto do Louriçal был пожалован Д. Афонсу Энрикесом монастырю Санта-Крус-де-Коимбра в 1166 году. Д. Мануэль дал ему хартию 23 августа 1514 года.

## Галерея
- Собор
- Собор